# インフィオラータ

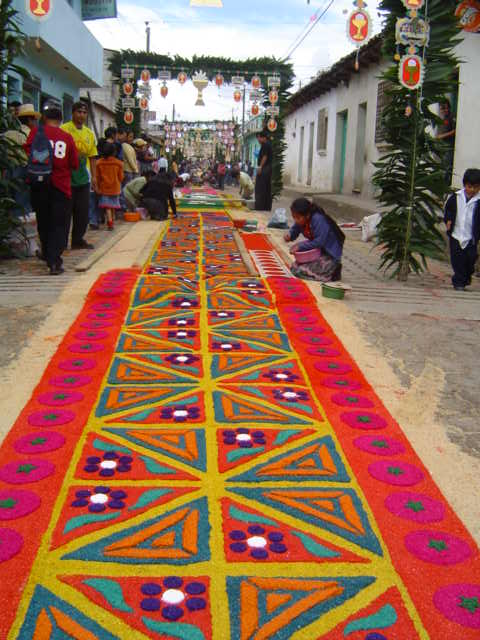
インフィオラータの例

インフィオラータ（イタリア語: Infiorata）とは、花びらを地面に敷き詰めて表現する作品あるいは技法の総称をいう。ベルギー流にフラワーカーペットと呼ばれる場合もある。

## 概要
道路、広場、建物の床などに、あらかじめ用意したデザインに合わせて花びらを並べて、大きな絵を描く。元々は後述の通りイタリア国内で開催されていたキリスト教のイベントの装飾であったが、祝福や鎮魂やＰＲといったイベントの目的に合わせてデザインされる場合がある。

## 歴史
特記なきは、インフィオラータアソシエイツ社の解説による。

13世紀頃からイタリア全土で聖体の祝日に行列を行い、花を道に撒く習慣があった。
1625年、サンピエトロ寺院の中で、モザイク風の花のデコレーションが始まり、同時に他の国々でも影響を受け、この頃よりデコレーションをする様になった 。
ジェンツァーノ市では1782年、当時の神父ドン・アルカンジェロ・レオフレッディとニコラ・レオフレッディが街の中心のスフォルツァ通りで、花びらでデザインした花のカーペットを製作した。戦後はリビア通りが中心となり、2016年時点も開催されている 。 

## 日本国内での例
日本におけるインフィオラータの紹介は、写真家の後藤九の撮影作品により行われた。
後藤は30年以上、毎年ジェンツァーノ市に行きインフィオラータの撮影を行った。その功績が讃えられ、2014年6月にジェンツァーノ市から名誉市民の称号を与えられた。

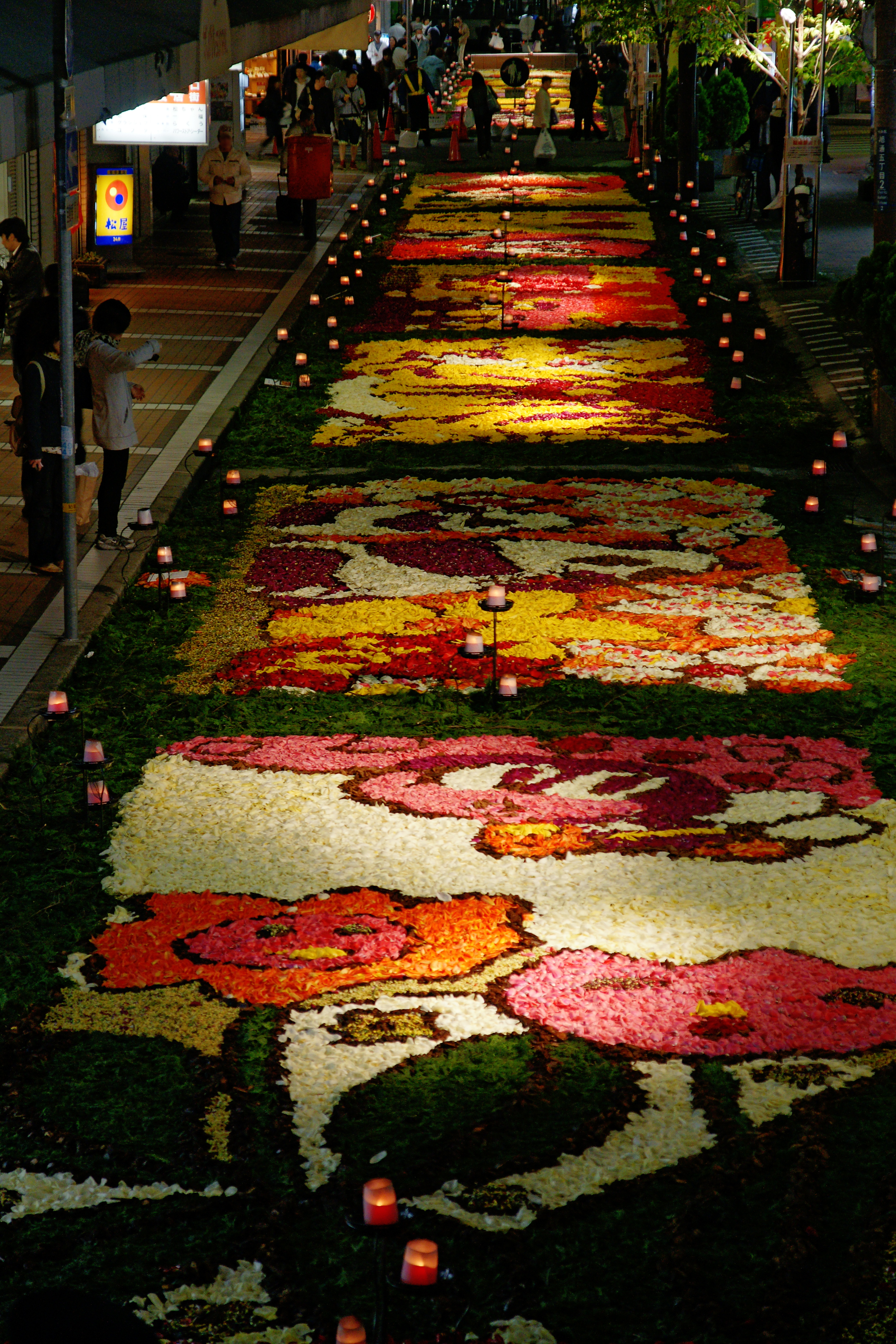
インフィオラータ神戸の例

- インフィオラータ神戸 1997年頃より毎年春に開催
- フラワーカーペット晴海 2001年より晴海トリトンスクエアの敷地内通路にて毎年実施[4]
- インフィオラータ in NAGANO - 2002年より実施。長野県内外で球根育成用に栽培され、摘み取られたチューリップの花びらを再利用。しかし、開催資金の調達が難航し、いわゆる「政治とカネ」の問題もクローズアップされた。2005年以降は規模を縮小し、「善光寺花回廊 ながの花フェスタ」として開催されている[5][6][7]。
- インフィオラータ・アソシエイツ社による事例集

## インフィオラータも行うことで有名な企業
- インフィオラータ・アソシエイツ

## 課題
- 強風による花びらが飛散する場合がある。スプレー糊を噴霧して対処する場合がある。
- 経時変化や降雨により花びらが劣んで色が変化したり形が縮む場合がある。ドライフラワーや造花が使用される場合がある。
- 大きな作品だと、必要となる花が多くなる。花びらが使えればよいので、花としては市場に出回らない品質の花によって製作される場合がある。
- デザインに基づいた下絵を直接描画できない場合がある。紙などを敷き、その上に描く場合や、あらかじめ下絵を描いた紙を現地に敷く場合もある。
- 作品の大きさによっては、製作には相応のマンパワーが要求される場合がある。花びらを置く作業だけでなく、花びらをむしる作業の負荷も大きい。
- 場所、時期によって、希望する色の花が確保できない場合がある。花びらに限定せず、葉、木の枝、石、砂、貝殻などで代用する場合がある。